# Гркокатоличка црква у Хрватској и Србији
Гркокатоличка црква у Хрватској и Србији је колоквијални (описни) назив за посебну (лат. sui iuris) источнокатоличку, односно гркокатоличку (лат. Graeci Ritus) цркву, која у свом службеном називу носи крижевачку (лат. Crisiensis) одредницу, по својој матичној (истоименој) епархији, са седиштем у Крижевцима (Хрватска). Крижевачка гркокатоличка црква се састоји од две епархије, матичне Крижевачке (1777) и новостворене Крстурске (2018). Литургија се служи по византијском обреду, на црквенословенском језику. Иако има статус посебне цркве (лат. sui iuris), још увек нема обједињену организацију, нити сопственог гркокатоличког митрополита, тако да њена матична Крижевачка епархија још увек припада црквеној покрајини (митрополији) којој се на челу налази римокатолички загребачки надбискуп, док је Крстурска епархија у управном погледу још увек непосредно потчињена римском папи.
Након последњих промена, које су извршене 2013. године, Крижевачка гркокатоличка црква је задржала надлежност над свим гркокатолицима у четири државе (Хрватска, Словенија, Босна и Херцеговина, Србија), с тим што матична Крижевачка епархија обухвата Хрватску, Словенију и Босну и Херцеговину, док Крстурска епархија обухвата подручје Србије.
Почевши од 2020. године, на челу Крижевачке епархије налази се бискуп Милан Стипић, док се на челу Крстурске епархије од 2018. године налази бискуп Ђура Џуџар.

## Историја
Све до 2003. године, Крижевачка гркокатоличка црква се састојала само од своје матичне Крижевачке епархије, која је све до 2001. године обухватала гркокатолике на целокупном подручју бивше Југославије и свих њених држава наследница: Хрватске, Словеније, Босне и Херцеговине, Србије, Црне Горе и Македоније). Окупљала је гркокатоличке Хрвате у централној и источној Хрватској, гркокатоличке Русине и Украјинце у источној Хрватској, северној Босни и северној Србији, гркокатоличке Македонце у Северној Македонији, као и мањи број гркокатоличких Срба, Словенаца и припадника других народа у бившој Југославији.
Након стварања независних држава на простору бивше Југославије, покренут је поступак за преуређење односа на подручју још увек јединствене Крижевачке епархије. Прво је 2001. године створен Гркокатолички апостолски егзархат у Македонији, који је у потпуности раздвојен од Крижевачке епархије и потчињен непосредно Ватикану.
Потом је 2003. године за гркокатолике у Србији и Црној Гори створен посебан Гркокатолички апостолски егзархат у Србији и Црној Гори, који је задржао везу са Крижевачком епархијом, у оквиру заједничке Крижевачке гркокатоличке цркве.
До нових промена је дошло 2013. године. Тада су гркокатолици у Црној Гори изузети испод надлежности Гркокатоличког апостолског егзархата у Србији и Црној Гори и непосредно потчињени католичким бискупима у Црној Гори, чиме је надлежност поменутог егзархата сведена само на Србију, те је од тада носио назив: Гркокатолички апостолски егзархат у Србији.
Услед поменутих промена, опсег Крижевачке гркокатоличке цркве је био сведен на подручја Хрватске, Словеније, Босне и Херцеговине и Србије.
Одлуком Ватикана од 6. децембра 2018. године, дотадашњи Гркокатолички апостолски егзархат у Србији уздигнут је на степен епархије, под називом: Крстурска епархија. У исто време, за првог крстурског бискупа именован је дотадашњи егзарх Ђура Џуџар.
Након поменутих промена, под окриљем Крижевачке гркокатоличке цркве настављене су консултације о решавању преосталих питања, која се односе на евентуално оснивање нове епархије, за гркокатолике у Босни и Херцеговини, а привременим се сматра и тренутна управна потчињеност Крстурске епархије непосредно римском папи. Стварањем нове (треће) епархије и управним обједињавањем све три епархије у јединствену црквену покрајину били би створени предуслови за успостављање Крижевачке гркокатоличке митрополије.